# Węgra (gromada)
Węgra – dawna gromada, czyli najmniejsza jednostka podziału terytorialnego Polskiej Rzeczypospolitej Ludowej w latach 1954–1972.
Gromady, z gromadzkimi radami narodowymi (GRN) jako organami władzy najniższego stopnia na wsi, funkcjonowały od reformy reorganizującej administrację wiejską przeprowadzonej jesienią 1954 do momentu ich zniesienia z dniem 1 stycznia 1973, tym samym wypierając organizację gminną w latach 1954–1972.
Gromadę Węgra z siedzibą GRN w Węgrze utworzono – jako jedną z 8759 gromad na obszarze Polski – w powiecie przasnyskim w woj. warszawskim, na mocy uchwały nr VI/10/16/54 WRN w Warszawie z dnia 5 października 1954. W skład jednostki weszły obszary dotychczasowych gromad Borkowo-Falęta, Grójec, Obrąb, Olszewiec, Pierzchały-Błażeje i Węgra ze zniesionej gminy Chojnowo w tymże powiecie. Dla gromady ustalono 16 członków gromadzkiej rady narodowej.
Gromadę zniesiono 1 stycznia 1969, a jej obszar włączono do gromad Rzęgnowo (wsie Borkowo Falęta i Pierzchały) i Czernice-Borowe (wsie Węgra, Olszewiec i Zberoż) oraz do nowo utworzonej gromady Przasnysz (wsie Grójec i Obrąb) w tymże powiecie.